# Flabellidium
Flabellidium là một chi rêu thuộc họ Brachytheciaceae.

## Các loài
Chi này có các loài sau (tuy nhiên danh sách này có thể chưa đủ):
- Flabellidium spinosum, Herzog